# فاطمة عبد الله المشيقح
فاطمة عبد الله المشيقح من مواليد (28 فبراير)، شاعرة وكاتبة سعودية من مواليد منطقة الدمام شرق المملكة العربية السعودية. إحدى مؤسسي مشروع ثواب الخيري والمشرف العام على موقع ثواب الأدبي ورئيس تحرير المجلة الأدبية.

## الظهور والمسيرة
إحدى أبرز الأسماء النسائية في الساحتين الأدبية والإعلامية بدأت النشر في اواخر الثمانينات من خلال الأسم المستعار «الجوهرة» في المجلات الخليجية المتخصصة بالأدب والشعر امثال مجلة المختلف وفواصل وغيرها من المجلات الشعر، كما تواصلت مع الساحة الشعرية في المنطقة العربية وخصوصاً دول الخليج العربي. كما لها تواجد إذاعي وتلفزيوني منها صوت الخليج ونجوم القصيد. عرفت باحتراف التصوير الضوئي.

## المناصب
تقلدت العديد من المناصب الأدبية والاعلامية خلال مسيرتها منها:
- مشرف تحرير قسم الشعر الشعبي في شبكة شظايا أدبية.
- رئيس فريق عمل واجهة شظايا أدبية.
- عضو مجلس إدارة مشروع ثواب الخيري.
- مشرف عام ثواب الأدبي ورئيس التحرير.

## الأمسيات الشعرية
أحيت العديد من الامسيات الخاصة بالشعر داخل وخارج المملكة العربية السعودية، وكان أهم الامسيات التي اقامتها الامسية الخيرية لمرضى التوحد، كما شاركت في امسيات مباشرة كان يديرها القسم الصوتي في شبكة شظايا أدبية مباشرة عبر الشبكة الإنترنت، حيث شاركت بقصيدة «الدنيا المثيرة» في تلك الأمسية مع بعض الشاعرات من الخليج منهم الشاعرة القطرية سارة عبد الله والشاعرة السعودية بنت أبوها.

## المعارض والمشاركات
- معرض تشكيلي خاص برعاية صالة رعاية الشباب بالمنطقة الشرقية.
- معرض المركز الصيفي المشترك.
- معرض التصوير الضوئي، برعاية جمعية الثقافة والفنون بالمنطقة الشرقية بالمملكة العربية السعودية وهو أول معرض ضوئي لها.

## العمل التطوعي
بدأت فعلياً ممارسة العمل التطوعي بعد تأسيسها «مشروع ثواب الخيري» مع د. عواطف الشديفات، فيصل العبد الله، وأمل العبد الله في بداية عام (2006 وحتى الآن). كما تخدم الأمسيات والجمعيات التطوعية باحياء الأمسيات والمعارض ودعم الأنشطة الخيرية.

## القصائد
لها العديد من الدواوين والقصائد والمقالات منها:
- السلسال
- زجاجة عطر
- ريح الجنوب
- خفايا «جوال»
- كفاية
- يشع النور
- ودي أهرب ما أبيني
- حبيبي لك ثلاث أيام
- حزن صوتك
- الدنيا المثيره
- راح وابعد
- فرصة الأحلام
- أحبك
- مغرورة
- ينادي بالخطأ نورة
- الملك ليا

وقصائد أخرى باللغة الفصحى عوضاً عن قصائد الشعبي التي تجيدها الشاعرة حيث تكتب حالياً في عمود باسم «نيار» في مجلة وضوح، آخر القصائد المنشورة كانت قصيدة «حنين الغيم».

## الكتابات والنشر
- كاتبه عمود «نيار» مجلة وضوح.
- معدة ملف «ارض الحلم» في مجلة «مراسي».
- محاورة زاوية «على الطاير».
- مجموعة «1000 رسالة ورسالة».

## اللقاءات الإعلامية
- لقاء إذاعي إذاعة الرياض - برنامج اذاعة نت - مشاريع الإبداع
- لقاء أدبي برنامج «سهرة مع الشعر» تقديم الاعلامي اياد المريسي قصيدة السلسال «فاطمة المشيقح»